# Autronic
Die Autronic AG ist ein Schweizer Elektronik-Grosshändler. Das Unternehmen vertreibt als Distributor Mobiltelefone sowie Wireless-Produkte verschiedener international bekannter Marken direkt an das nationale Händlernetz. Autronic beschäftigt rund 20 Mitarbeiter und erwirtschaftete 2006 einen Umsatz von rund 250 Millionen Schweizer Franken.
Das 1971 gegründete Unternehmen ist eine Tochtergesellschaft der Lehmann-Holding AG, die zu 100 Prozent im Besitz von Hans-Ulrich Lehmann ist und aus der, durch die Abtrennung des Retail-Geschäftes, die Mobilezone Holding entstanden ist. Lehmann wurde 1991 Geschäftsführer von Autronic und brachte das Unternehmen in die von ihm 1996 gegründete Lehmann-Holding ein.